# Филлипс, Фредерик Альберт
Сэр Фредерик Альберт Филлипс (англ. Fred Albert Phillips, 14 мая 1918, Сент-Винсент, колония Подветренные острова — 20 февраля 2011, Сент-Джонс, Антигуа и Барбуда) — британский государственный и колониальный деятель, администратор (1966—1967), губернатор (1967—1969) Сент-Кристофер-Невис-Ангильи.

## Биография
Получил юридическое образование в Англии. Работал в Европе в качестве дипломатического представителя Вест-Индской Федерации.
- 1962—1965 гг. — секретарь кабинета министров Вест-Индской Федерации,
- 1965—1966 гг. — администратор,
- 1966—1969 гг. — первый чернокожий губернатор Сент-Кристофер-Невис-Ангильи.

Затем занимал должности юридического консультанта ряда телекоммуникационных кампаний: Grenada Telecommunications Limited, Telecoms of Dominica, Jamaica Telephone Company. Являлся директором Barbados External Telecommunications, Barbados Telephone Company и St Kitts and Nevis Telecommunications Limited. До 1986 г. был председателем сельскохозяйственного международного венчурного агентства США (US Agency for International Development of Agricultural Venture Trust).
Также был автором восьми книг по конституционному законодательству и правовой этике.